# De Burbure de Wesembeek
De Burbure de Wesembeek is een oude Brabantse familie met enkele bekende telgen.

## Geschiedenis
De familie de Burbure werd op 25 oktober 1692 in de adelstand opgenomen door de Spaanse koning Karel II, in de persoon van Gaspard de Burbure (in 1694 kreeg hij de persoonlijke titel van ridder). Hij was commissaris-generaal voor het buskruit en de salpeter in de Spaanse Nederlanden. 
Op 8 juni 1722 werd François-Joseph de Burbure geadeld door de Oostenrijkse keizer Karel VI. Hij was de neef van Gaspard, werd heer van Wezembeek en van Oppem, en was directeur-generaal van de buskruitmagazijnen in de Oostenrijkse Nederlanden.
Een zoon van François-Joseph, Gaspard-Jean had een buskruitfabriek in Bergen. Hij produceerde er onder meer fijn buskruit voor jachtgeweren.
Het is duidelijk dat de welstand van de familie was gecreëerd door de productie en handel in buskruit.
De welstand bracht mee dat heerlijkheden werden aangekocht. Gaspard werd heer van Wezembeek (1695). Het kasteel van Wezembeek werd het centrum voor de familie de Burbure. François-Joseph volgde hem op als heer van Wezembeek en werd ook heer van Oppem. 
Na de afschaffing van de adel in 1794 en het herstel onder het Verenigd Koninkrijk der Nederlanden, diende een zoon van Guillaume, Philippe de Burbure, een verzoek tot adelserkenning in, die op 5 augustus 1830 werd verleend, maar die zonder rechtsgevolgen bleef, omdat de open brieven nog niet gelicht waren toen de Belgische revolutie uitbrak. Hij herhaalde zijn aanvraag in België en verkreeg op 14 oktober 1844 adelserkenning, met de bij eerstgeboorte erfelijke titel van ridder. Zijn broer Philippe-Louis de Burbure (1780-1830) vroeg geen adelserkenning aan. Het is die zijn kleinzoon (in 1904) en twee van zijn achterkleinzonen (in 1909) die veel later adelserkenning vroegen en verkregen.

## Genealogie

### Eerste generaties
- Robert de Burbure (†1586) x Maria van der Haer (†1591)
  - Ghislain de Burbure x Catherine de Croock
    - Gillion de Burbure x Françoise Melotte
      - François de Burbure (1642- ) x Catherine Kerremans, xx Anne Crockaert
        - François-Joseph de Burbure (†1729) x Cecile de Sailly, xx Catherine De Vos
          - Gaspard-Jean de Burbure (1697-1772), heer van Wezembeek en Oppem, van Heytsfort en Terbrugghe, x Jeanne de Fraeye de Schiplaeken, xx Marie-Thérèse le Mire (1757-1767) 
            - Guillaume-François de Burbure (1755-1821) (zie hierna)

### Adelstand
- Guillaume-François de Burbure (1755-1821), heer van Wezembeek, schepen van Brussel, x Barbe van Turnhout de Paddeschoot (1755-1788). 
  - Ridder Philippe de Burbure de Wesembeek (Brussel, 1779 – Antwerpen, 1855), adelserkenning in 1844, burgemeester van Appels, en Mespelaar, hoofd van de Burgerwacht in Dendermonde, (arrondissements)commissaris voor de districten Sint-Niklaas, Dendermonde en Gent, lid van de Tweede Kamer, x 1805 Dendermonde met Hélène Schoutheete (Dendermonde 1782-1845), dochter van ridder Henri Schoutheete, schepen van Dendermonde en Caroline de Backer de Tervarent.
    - Ridder Leon de Burbure de Wesembeek (Dendermonde, 1812 – Antwerpen, 1889), componist, archeoloog, historicus, bestuurder van het Muziekconservatorium van Antwerpen, lid van de Koninklijke Academie van België, x Aloyse Rijmenans (Düsseldorf, 1811 – Antwerpen, 1900).
    - Ridder Gustave de Burbure de Wesembeek (Dendermonde, 1815 – Brussel, 1893), componist, bewaarder der hypotheken, voorzitter van het Koninklijk Conservatorium in Gent, x Sidonie Verhaeghe (Gent 1820-1845).
      - Ridder Oscar de Burbure de Wesembeek (Gent, 1842 – Wezembeek, 1915), burgemeester van Wezembeek, x Brugge 1867 met Julia van Zuylen van Nyevelt (Brugge, 1847 – Gent, 1883), dochter van Jean-Jacques van Zuylen van Nyevelt en Marie-Christine d'Hanins de Moerkerke.
      - Hector de Burbure de Wesembeek (Gent, 1843 – Elsene, 1901), x Maritza Uhrynowska (Roemenië, 1848 – Heidelberg, 1897).
        - Ridder Edouard de Burbure de Wesembeek (Roemenië, 1868 – 1951), x Marguerite de Burbure de Wesembeek (zie hierboven).
          - Ridder Philippe de Burbure de Wesembeek (Wezembeek, 1898-1983), x Yolanda Rosetti (Roemenië, 1902 – Wezembeek-Oppem, 1976).
            - Ridder Helin de Burbure de Wesembeek (Dersca, Roemenië, 1 juni 1931 - Wezembeek-Oppem, 23 juni 2018), x Christiane Laborie (Parijs, 1944 - Salisbury, 1975), hoogleraar aan de universiteit van Salisbury (Rodesië).

    - François de Burbure (1802-1862) x Corine Pick (1812-1881).
      - Louis de Burbure de Wesembeek (Sint-Joos-ten-Node, 1837 – Brussel, 1911), x Sania Garaynoff (Firenze, 1848 – Schaarbeek, 1926). Adelserkenning in 1904.
      - Simon-Guillaume de Burbure de Wesembeek (1841-19XX), x Marie-Caroline Bertrand (1848-1928).
        - Albert de Burbure de Wesembeek (Namen, 1876 – Brussel, 1960), letterkundige, lid van de Marineacademie, x Estera Gerecht (Warschau, 1897 - Schaarbeek, 1983). Adelserkenning in 1909. Kinderloos gebleven. Hij schreef Un ancêtre de Guido Gezelle chez le Grand Mogol (1942) en Eeuwfeest der lijn Oostende-Dover 1846-1946, Bestuur van het zeewezen (1946).
        - Eugène Gaston de Burbure de Wesembeek (Namen, 1878 – Sint-Pieters-Woluwe, 1949), x Marie Tilkens (Neerheylissem, 1870-1964). Adelserkenning in 1909. Kinderloos gebleven.